# Despoina Chatzinikolaou
Despoina Chatzinikolaou (en griego: Δεσποινα Χατζηνικολαου; Vouliagmeni, Ática Oriental, Grecia, 21 de octubre de 1999) es una futbolista griega. Juega como delantera y actualmente milita en la Lazio Women de la Serie B de Italia. Es internacional con la selección de Grecia.

## Trayectoria
Empezó a jugar a fútbol a los 5 años de edad, en su ciudad natal. Entre 2016 y 2018 jugó en las filas del Amazones Dramas, para luego pasar a la sección de fútbol femenino del club polideportivo Aris Salónica, donde permaneció hasta 2019. El mismo año se mudó a Italia, fichando por el Napoli Femminile; con 10 goles en 14 presencias dio su contribución para que el club napolitano consiguiera el ascenso a la Serie A, la máxima división italiana.

## Selección nacional
Disputó varios partidos en las categorías inferiores de la selección griega (Sub-17 y Sub-19). Debutó con la selección mayor en un partido oficial el 8 de octubre de 2019 contra Alemania, en el torneo de clasificación para la Eurocopa Femenina 2021.

## Clubes
| Club             | País   | Año         |
| ---------------- | ------ | ----------- |
| Amazon Dramas    | Grecia | 2016 - 2018 |
| Aris Salónica    | Grecia | 2018 - 2019 |
| Napoli Femminile | Italia | 2019 - 2022 |
| Lazio Women      | Italia | 2022 - Act. |

## Palmarés

### Campeonatos nacionales
| Título  | Club             | País   | Año         |
| ------- | ---------------- | ------ | ----------- |
| Serie B | Napoli Femminile | Italia | 2019 - 2020 |